# Volksraad
Volksraad  ("Folkets råd") var parlamentet i den tidligere sydafrikanske republik (ZAR), også kendt som Republikken Transvaal, som eksisterede fra 1857 til 1902 i en del af det, som nu er Republikken Sydafrika. Den var et etkammersparlament med 24 medlemmer. Parlamentet ophørte, efter at briterne sejrede i anden boerkrig og den efterfølgende oprettelse af Unionen Sydafrika. Oranjefristaten havde også et Volksraad. Også det sluttede med at eksistere i 1902 efter den britiske sejr i anden boerkrig. "Volksraad" var også navnet på afrikaans for det sydafrikanske underhus, som eksisterede i forskellige former fra 1910 til 1994. Hollænderne oprettede en forsamling kaldt Volksraad som en rådgivende instans for Hollandsk Østindien i 1918. Et lignende råd for Hollandsk Ny Guinea eksisterede mellem 1949 og 1969.
Volksraad i Den sydafrikanske republik blev delt i to kamre i 1890 for at beholde boernes kontrol over staten, mens det gav "uitlanderne" en stemme i lokale sager. Dette blev gjort for at undgå britiske klager over uitlandernes manglende indflydelse, men uden at afgive reel magt.
Denne tokammers lovgivende forsamling bestod af et Andet Volksraad med stemmeret for alle hvide mænd over 16 år foruden et Første Volksraad, som var den højeste myndighed med ansvar for statens politik, og som havde begrænset stemmeretten til personer over 40 år med permanent ejendom og en længere bosætningshistorie i landet.